# كرايسلر
كرايسلر (بالإنجليزية: Chrysler)‏ شركة أمريكية لصناعة السيارات وبدأت في هذا المجال من عام 1914م حتى 1925م تحت اسم دودج ومن عام 1998م حتى 2008م تحت اسم مستقل وهو كرايسلر وقبل عام 1998م كانت شركة كرايسلر تتبع شركة الديملر الألمانية تحت اسم ديملر كرايسلر اج وفي عام 2007م وبتحديد 14/مايو باعت ديملر كرايسلر اج 81% من حصتها كأسهم إلى شركة سيربيروس الأمريكية ومع ذلك لا زالت الشركة الألمانية ديملر تملك حصة 19.9% من الأسهم في كرايسلر وبعد ربح شركة Cerberus الملكية الكاملة لشركة كرايسلر أو كرايسلر الجديدة تم تصميم شعار جديد للشركة في أغسطس 2007م وأطلقت الشركة موقع ويب على الشبكة العنكبوتية وكذلك أصبح روبيرت نارديلي رئيس والمدير التنفيدي للشركة تحت ملكية Cerberus وأصبحت شركة كرايسلر الآن إحدى أكبر الشركات لصناعة السيارات في أمريكا الشمالية ماركة كرايسلر التي هي الآن جزء من مجموعة دايملر كرايسلر الألمانية الأميركية العملاقة ظلت لفترة طويلة خلال القرن العشرين إحدى أضلاع المثلث الأمريكي الكبير في مضمار صناعة السيارات مع منافستيها جـنرال موتورز وفورد. وعبر السنين مرت كرايسلر بأيام ازدهار وأيام أزمات كادت تؤدي إلى إفلاسها. إلا أنها واصلت صمودها حتى دخولها في «زواج غير متكافئ» مع مجموعة دايملر بنز الألمانية، منتجة مرسيدس بنز -أعرق ماركة سيارات في العالم.

## التاريخ
بداية التأسيس والسنوات الأولى
تأسست الشركة من قِبل الثري والتر بي تحت اسم كرايسلر في يونيو/حزيران 6, 1925م حيث استلمت شركة ماكسويل زمام الأمور لترتيب الأوضاع في شركة كرايسلر التي كانت تعاني من المشاكل الإدارية والمالية وساعدت شركة ماكسويل شركة كرايسلر إنقاذها من مشاكلها وقامت الشركتان في أواخر عام 1925م
سنة 1875م
ولادة والتر كرايسلر في بلدة واميغو بولاية كنساس الأميركية.
سنة 1892م
كرايسلر الشاب (17 سنة) يبدأ العمل تقنيا في شركة سكك حديد يونيون باسيفيك في بلدة اليس بولاية كنساس. وهناك يطور ويبني عدته الخاصة ويطلق مقولته الشهيرة «الميكانيكي الجيد لا يثق بأداة لم يصنعها بنفسه».
سنة 1908م
في سن الـ 33 أصبح كرايسلر المدير العام لشركة سكك حديد شيكاغو الغربية العظمى مع راتب شهري يبلغ 350 دولارا. وفي العام نفسه اشترى سيارته الأولى به بخمسة آلاف دولار وهي طراز لوكوموبيل فايتون بيضاء اللون مع مقصورة ركاب حمراء اللون. وقد فكّك كرايسلر السيارة بكاملها وأعاد جمعها. وكرر هذه العملية عدة مرات حتى عرف عن ظهر قلب خفايا تقنياتها، كما تعلم قيادة السيارات عليها.
سنة 1912م
كرايسلر يصبح مدير الإنتاج في شركة بويك للسيارات بمقرها مدينة فلينت (ولاية ميشيغن) التي بنيت حولها شركة جنرال موتورز. وقد بدأ كرايسلر العمل براتب سنوي بلغ 6 آلاف دولار، وخلال عمله مع بويك رفع كمية الإنتاج من 20 إلى 550 سيارة يوميا. كما عمل مع ك ت كيلر الذي خلفه مديرا لبويك، الذي لعب أيضا دورا رئيسيا في شركة كرايسلر لاحقا.
سنة 1916م
شركة جنرال موتورز تصبح شركة جنرال موتورز المساهمة وتصبح شركة بويك القسم الأول والأهم فيها.
سنة 1917م
والتر كرايسلر يصبح رئيسا لبويك، وتحت قيادته أصبحت بويك أكبر مصدر عائدات لجنرال موتورز.
سنة 1919م
كرايسلر يصبح أول نائب رئيس لشركة جنرال موتورز، متوليا مسؤولية الإنتاج بالإضافة إلى مسؤولياته في قسم بويك.
سنة 1920م
بعد سلسلة خلافات مع وليم كرابو ديورانت، رئيس جنرال موتورز، استقال كرايسلر من منصبه. وبعد أشهر قليلة من استقالته عرضت شركة ويلليس أوفرلاند على كرايسلر تولّي شؤونها ومنحته الحرية الكاملة في إدارتها مع عقد مجز وراتب بلغ مليون دولار سنوياً. وخلال سنتين قلب كرايسلر أوضاع ويلليس أوفرلاند رأسا على عقب وقاد عملية تطوير كبيرة في الشركة. وبفضل سلفة مصرفية استطاع كرايسلر إنهاض شركة ماكسويل للسيارات التي كانت شركة تشالمرز للسيارات تملك 90 % من أسهمها.
سنة 1921م
كرايسلر يصبح مديرا لماكسويل- تشالمرز. كرايسلر (وكان يومذاك رئيسا لشر ويلليس أوفرلاند) يكلف 3 مهندسين هم فرد زيدر وأوين سكالتون وكارل برير بتطوير الفكرة الأولى لطراز جديد من السيارات، وتعزيز إنتاجية شركة ويلليس أوفرلاند. الأحرف الأولى لعائلة كل من المهندسين الثلاث أصبح رمز اسم الحلم الجديد للسيارة «زد. إس. بي.». كرايسلر يحول عمل المهندسين إلى شركة ماكسويل - تشالمرز لإكمال العمل على «زد. أس. بي».
سنة 1922م
إعادة تسمية الشركة ماكسويل للسيارات، ومن ثم شركة كرايسلر عام 1925م.
سنة 1924م
في فندق كومودور بمدينة نيويورك يزيح كرايسلر (رئيس ماكسويل آنذاك) الستار عن سيارة «زد. أس. بي.» التي حملت اسمه. وقد زوّدت هذه السيارة بمحرك سداسي الإسطوانات سعته 3,3 ليتر يولّد قوة 68 حصاناً عند 3000 دورة في الدقيقة يمكنها الوصول إلى سرعة قصوى تبلغ 110 كلم/ساعة. كذلك زوّدت السيارة بمكابح وماصّات صدمات هيدروليكية. بدأ إنتاج سيارة كرايسلر 6 عام 1924م وبيع منها حوالي 32 ألف سيارة. وهي أكبر كمية في وقتها لسيارة جديدة في أميركا.
سنة 1925م
نقل حقوق شركة ماكسويل للسيارات التي كانت تساوي 400 مليون دولار إلى شركة كرايسلر الجديدة. وشركة كرايسلر تحقق بنهاية العام أرباح صافية بلغت 4 ملايين دولار.
سنة 1926م
كرايسلر يطرح سيارة موديل 4 فئة 58 وهي من أولى السيارات التي استخدمت فيها ماصّات صدمات بارتكازات مطاطية لتخفيف اهتزازات المحرك. مشاركة كرايسلر لأول مرة في سباق لومان للتحمل وأنهت السباق لكنها لم تحتل أياً من مراكز النقاط. ظهور اسم «أمبريال» لأول مرة بين طرازات كرايسلر الثلاثة. كرايسلر تحسن ترتيبها بين الشركات الأميركية الصانعة من المركز الـ 27 إلى المركز الخامس.
سنة 1927م
كرايسلر تقدم 4 طرازات جديدة، وتتقدم احتلال المركز الرابع بين صانعي السيارات في أمريكا.
سنة 1928م
عام أضخم تطوّر في تاريخ الشركة يشهد إطلاق ماركتي بليموث ودي سوتو بسيارات صنفت من موديلات 1929م وشراء شركة دودج بروذرز (دودج إخوان) التي كانت أكبر من شركة كرايسلر بخمسة أضعاف، وكانت تأسست عام 1914م واشتهرت خصوصا بشاحناتها مركباتها التجارية. ماركة بليموث اعتمدت لتمثيل الشركة في قطاع السيارات الصغيرة وجرى تزويد أول سيارة منها بمحرك صغير رباعي الإسطوانات بقوة 45 حصان. أما دي سوتو فخصصت لقطاع السيارات المتوسطة الحجم. في شهر تموز (يوليو) من هذا العام أيضاً بدأت كرايسلر إنتاج سيارات بمحركات سداسية الإسطوانات.
سنة 1929م
كرايسلر تبيع 80 ألف سيارة من دي سوتو وبعد 14 شهراً تم بيع 100 ألف سيارة محققة مع دي سوتو رقما قياسيا جديداً لماركة جديدة، وقد صمد هذا الرقم 30 سنةً. كرايسلر تصبح ثالث أكبر شركة أميركية صانعة للسيارات بعد جنرال موتورز وفورد. المباشرة ببناء ناطحة سحاب في نيويورك عرفت ببناية كرايسلر تألفت من 77 طابقا وأصبحت لاحقاً ولبعض الوقت أطول بناية في العالم.
بداية من أكتوبر 1929 أي منذ بداية الأزمة المالية ،تضررت عدة شركات أمريكية نتيجة انهيار البورصة . من هذه الشركات تضررت شركة كريسلار و تراجعت قيمة أسهمها ب 96% بين 1929 و 1933
سنة 1931م
تزويد سيارتي كرايسلر 8 وامبريال بمحرك ثماني الإسطوانات. إحدى سيارات كرايسلر المزودة بمحرك من 8 اسطوانات تفوز بسباق سبا 24 ساعة في بلجيكا بفئة الثلاث ليترات.
سنة 1932م
كرايسلر تقدم محركاً ثورياً جديداً تحت اسم «باور فلوتينغ» مزود بنابض ورقي مثبت تحت علبة التروس ومحمل مطاطي يفصل اهتزازات المحرك عن شاسيه (الهيكل القاعدي) للسيارة. مبيعات بليموث ترفعها إلى المرتبة الثالثة بين جميع الماركات الأمريكية خلف شيفروليه وفورد، متجاوزة بويك وبونتياك.
سنة 1933م
شركة كرايسلر توقف إنتاج سيارات بمحركات رباعي الإسطوانات. بليموث تعزز موقعها في المرتبة الثالثة بين الماركات الأميركية ودودج تحتل المرتبة الرابعة خلف شقيقتها بليموث.

## معلومات
1934
كرايسلر تطلق طراز «ايرفلو» الانسيابي الثوري تحت ماركتي كرايسلر ودي سوتو.
1935
والتر كرايسلر يتنحى عن الرئاسة الفعلية للشركة ويسند المسؤولية إلى ك ت كيلر. فرد زيدر يتولى منصب نائب رئيس مجلس الإدارة. طراز «نيو فاليو سيكس» من دودج يحقق رواجا كبيرا.
1936
مبيعات بليموث السنوية تتجاوز رقم نصف المليون لآول مرة. دودج تحافظ على المرتبة الرابعة خلف بليموث. وقف إنتاج دي سوتو «ايرفلو».
1937
سيارات ماركات كرايسلر تحظى بأسطح كاملة من الفولاذ وعلى زجاج آمن متطور.
1938
تراجع كبير في مبيعات السيارات بسبب الكساد في الولايات المتحدة.
1939
راي ديتريش يتولى التصميم الفني لسيارات الشركة والمصابيح الأمامية تضم إلى أغطية العجلات لأول مرة. تطويرات ميكانيكية كبيرة، وطرازات جديدة ابرزها «نيويوركر» و«وندسور» و«ساراتوغا» عند كرايسلر و«كستوم» عند دي سوتو.
1940
وفاة والتر كرايسلر.
1941
اعتماد علبة تروس نصف أوتوماتيكية لسيارات كرايسلر ودي سوتو. إطلاق أول ستايشن واغن تحت اسم «تاون اند كنتري» عند كرايسلر، وظهور أول شعرية مسننة في طرازات دي سوتو، وهو تصميم استمر لعدة سنوات.
1942
نقلة تصميمية جديدة في سيارات الشركة تتمثل بجعل فتحة غطاء المحرك من الأمام على طريقة «فم التمساح».
1943
شركة كرايسلر منهمكة بالإنتاج الحربي مع احتدام الحرب العالمية الثانية.
1946
طراز «تاون اند كنتري» يحصل على تلبيس بالخشب. طرح دي سوتو "سبربان" بقاعدة عجلية طويلة، ودودج بشعرية شبكية بأضلاع متقاطعة".
1948
كرايسلر تتجاوز فورد لاحتلال المرتبة الثانية بين الشركات الأميركية خلف جنرال موتورز.
1950
إضراب يعلن في كانون الثاني (يناير) ويستمر 104 أيام يهز كرايسلر. تعديل طفيف في تصاميمم سيارات الشركة عن العام السابق. وقف إنتاج الستايشن واغن الخشبية الجسم عند بليموث.
1951
إطلاق محرك «هيمي» الثماني الإسطوانات الذي يولد قوة 180 حصانا. آخر سنة لطراز «وايفيرر» من دودج. عرض سيارة كرايسلر «ك 310» الاختبارية في إيطاليا، وكانت مؤشرا لأفكار المصمم النابغة فيرجيل ايكسنر المستقبلية.
1952
نظام نقل سرعات معزز «اوفر درايف» يعتمد في طرازات دي سوتو وبليموث.
1953
اعتماد علبة تروس (ناقل سرعات) «باور فلايت» أوتوماتيكية بالكامل بسرعتين في سيارات كرايسلر ومحرك «هيمي» يولد قوة 140 حصانا في دودج.
المصمم فيرجيل ايكسنر يبدأ عمله الإنتاجي مع الشركة -بعد انتقاله من ستوديبيكر- بتصميم طرازات لدودج.
1954
آخر ظهور لسيارات كرايسلر ودي سوتو بمحركات سداسية الاسطوانات توفير خيار علبة التروس الأوتوماتيكية «باور فلايت» في "بليموث. تجربة ميدانية لمحرك توربيني غازي في طراز بليموث "بلفيدير".
1955
كرايسلر تتولى الريادة التصميمية بين الصانعين الأميركيين بعدما أطلق ايكسنر ما بات يعرف بالـ«فوروورد لوك» (المظهر المتقدم أو التقدمي) الأنيق. قسم كرايسلر يطرح طراز «300 سي» الفخم والعالي الأداء وهو الأول ضمن سلسلة "300" المستمرة حتى اليوم مع «300 ام». كرايسلر هي أول صانع أميركي للسيارات يوفر جهاز راديو في سياراتها. تراجع بليموث إلى المرتبة الرابعة من حيث المبيعات بعدما تجازوتها بويك.
1956
كرايسلر تقدم الكبسة السحرية لعلبة التروس الأوتوماتيكية الكاملة في جميع ماركاتها. امبريال تصبح ماركة مستقلة عن ماركة كرايسلر. دي سوتو «كورونادو» تجمع ثلاثة ألوان. كرايسلر «سي 300» تفوز بسباق الناسكار. محرك كرايسلر «300 بي» ترفع قوته إلى 355 حصان. سيارة بليموث الاختبارية بالمحرك التوربيني الغازي تكمل رحلة بين نيويورك ولوس انجليس.
1957
بليموث تستعيد المرتية الثالثة في قائمة مبيعات السيارات الأميركية متجاوزة بويك واولدزموبيل. الجيل الجديد من تصاميم ايكسنر يسجل نقلة نوعية فنية جديدة ضخمة. رفع قوة أداء دودج «ايه دي 500» بمحرك «هيمي» الثماني الإسطوانات بشكل 7 إلى 340 حصانا.
1958
كساد كبير في سوق السيارات. تراجع مخيف في مبيعات دي سوتو. كرايسلر تشتري شركة سيمكا الفرنسية وتبدأ تسويق سيارات سيمكا في الولايات المتحدة. اسم سيمكا يغيّر لاحقا إلى «كرايسلر - أوروبا».
1959
استمرار التراجع في مبيعات دي سوتو. نهاية الطريق لمحرك «هيمي» وكذلك المحرك السداسي الإسطوانات برأس ذي شكل «ل» المستخدم في دودج وبليموث.
1960
بداية عصر السيارات الأصغر حجما في أميركا، وكرايسلر تنتج سيارتي بليموث «فاليانت» ودودج «دارت» لتمثيلها في هذا القطاع النامي. مزيد من الابتكارات والاستنباطات التقنية المتقدمة في سيارات ماركات كرايسلر. مبيعات دي سوتو تواصل انحدارها السريع.
1961
كرايسلر تصدر حكم الإعدام على ماركة دي سوتو بعد 33 سنة وتوقف إنتاجها في شهر تشرين الثاني/ نوفمبر بعدما انتج منها 3034 سيارة فقط. جورج هـ. لوف رئيسا جديداً لمجلس الإدارة ولين تاونسند يصبح رئيسا تنفيذيا. دودج تطلق طرازا توأما لبليموث «فاليانت» تسميه «لانسر» لكن نجاحه كان محدودا.
1962
حجم طرازات دودج وبليموث الكبيرة يصغّر إلى حدود السيارات المتوسطة. لكن طرح طراز دودج «كستوم 880» الكبير في منتصف السنة يعزز مبيعات الماركة.
1963
كرايسلر تقدم ضمانات منظومات التحريك تمتد خمس سنوات أو تغطي 50 الف ميل لزبائنها لتعزيز مبيعاتها. وماركة كرايسلر تطرح طراز «300 جي». تعزيز قوة أكبر محركات دودج وبليموث بشاحن أداء متفوق عرف بـ«رام تشارجر» يرفع قوتها إلى 425 حصانا. دودج تلغي اسم «لانسر» وتطلق اسم «دارت» على أصغر طرازاتها.
1964
ماركة دودج تحتفل بعيدها الخمسين. محرك ثماني الإسطوانات بشكل V لدودج «دارت» وبليموث «فاليانت».
1965
موديلات جديدة في كرايسلر تشمل طرازات «300 ال» ودودج «موناكو» و«كورونيت». نهاية الطريق لعلبة التروس الاوتوماتيكية بالكبسة السحرية المستعمل منذ 1956. وبليموث تحصل على أكبر طراز لها في تاريخها من حيث الحجم هو «فيوري» الموازي لدودج «موناكو».
1966
دودج تتقدم في قائمة مبيعات السيارات الأميركية إلى المرتبة الخامسة محققة مبيعات قياسية بلغت 632658 سيارة.
1967
لين تاونسند يصبح رئيسا لمجلس الإدارة وفيرجيل بويد رئيسا تنفيذيا. كرايسلر تنتج أقوى محركات العام وهو محرك «440 ماغنوم» الثماني الإسطوانات. إعادة تصميم طرازات «موناكو» و«بولارا» و«دارت» عمد دودج. احتفاظ طرازات دودج وبليموث المتوسطة الحجم بمحركات «هيمي».
1968
إطلاق طراز بليموث «رود رانر» الزهيد السعر القوي الأداء. مزيد من التجارب والابتكارات التقنية عند كرايسلر.
1969
أجسام الطرازات الأكبر من ماركات شركة كرايسلر الاربع (امبريال وكرايسلر ودودج وبليموث) تزداد ضخامة. دودج دايتونا تدخل في سباقات الناسكار مزودة بعاكس هواء خلفي بارتفاع 145 سنتم. نظراً لقانون سيارات الناسكار (بيع 500 سيارة من السيارة المشاركة) قررت شركة كرايسلر طرح 500 سيارة من دايتونا معدة للإستعمال السياحي. الطريف في عاكس الهواء الخلفي انه لم يصمم فقط لتحسين الناحية الانسيابية بل لفتح الغطاء.
1970
كرايسلر تستورد من شريكتها اليابانية ميتسوبيشي سيارات وشاحنات ومن فرعها الأوروبي (سيمكا سابقا) سيارات صغيرة جدا تطرحها في السوق الاميركية تحت ماركتي دودج وبليموث. دودج «تشالنجر» وبليموث «باراكودا» المطورتان تتحديان فورد «موستانغ» وشيفروليه «كامارو» وبونتياك «فايربيرد» بقوة.. شركة ايه ام سي (اميركان موتورز) وريثة ماركات هدسون وايسكس وناش ورامبلر تشتري شركة كايزر-جيب وريثة ماركات كايزر وفريزر وويليس اوفرلاند.
1971
رواج كبير لسيارات بليموث الصغيرة جدا يرفع الماركة مجددا إلى المرتبة الثالثة في قائمة المبيعات بالسوق الأميركية. كرايسلر تقدم نظام منع انزلاق كبحي (مكابح للاطارات الاربعة) كتجهيز اختياري في سيارات امبريال. كرايسلر تشتري حصة في شركة ميتسوبيشي موتورز اليابانية للسيارات.
1972
النهاية الفعلية لمحركات «هيمي» وكذلك لطراز«جي تي ايكس» والنماذج المكشوفة عند بليموث.
1973
المشعل الإلكتروني يصبح قاعديا في كل محركات ماركات كرايسلر.
1974
دودج توقف إنتاج «تشالنجر» وتلغي طراز «بولارا» وتجعل «موناكو» طرازها الكبير الاوحد وبليموث توقف إنتاج «باراكودا» وتطلق موديلا جديدا كبيرا من «فيوري».
1975
جون ريكاردو يصبح رئيسا لمجلس إدارة الشركة ويوجين كافيرو يتولى منصب الرئيس التنفيذي. تدحرج بليموث إلى المرتبة السادسة في قائمة المبيعات وراء شيفروليه وفورد واولدزموبيل بونتياك وبويك. بليموث تبدل اسم «فيوري» إلى «غراند فيوري» وتحيل اسم «فيوري» إلى طراز اصغر حجما (من الحجم المتوسط مواز لدودج «كورونيت»). قسم كرايسلر يطلق طراز «كوردوبا» الكوبيه الرياضي وقسم دودج يطلق توأمه «تشارجر اس أي».
1976
نجاح كبير لطرازي دودج «آسبن» وبليموث «فولاري» إلا أن شعبيتهما اهتزت لاحقا بسبب تكرار استدعائهما لإصلاح اعطال.
1977
قسم كرايسلر يطرح طراز «لوبارون» المتوسط الحجم وقسم دودج يطرح توأمه «ديبلومات»، والطرازان مشتقان من طرازي «آسبن» و«فولاري» الأصغر حجما.
1978
كرايسلر في خضم الأزمة الحادة التي وضعتها على حافة الإفلاس تبيع فرعها الأوروبي إلى شركة بيجو-ستروين. وقسما دودج وبليموث يطلقان طرازي دودج «اومني» وبليموث «هورايزون» الصغيرين جدا والاماميي الدفع والمزودين بداية بمحركات من إنتاج فولكسفاغن. دودج وبليموث يوقفان إنتاج أكبر طرازين في تشكيلتيهما وهما «رويال موناكو» (موناكو سابقا) و«غراند فيوري». كرايسلر تكلف لي أياكوكا تولي ادارتها بعد طره من منصبه في شركة فورد اثر خلافه مع هنري فورد «الثاني».
1979
مع تفاقم الأزمة وتراكم الخسائر مجلس إدارة شركة كرايسلر يعين أياكوكا رئيسا لمجلس الإدارة. دودج وبليموث توقفان إنتاج طرازيهما «موناكو» و«فيوري». مبيعات دودج تتجاوز مبيعات بليموث التي تدهورت إلى المرتبة التاسعة متخلفة حتى عن كاديلاك وميركوري. طراز جديد كبير من دودج يحمل اسم «سانت ريجيس» مواز لطراز «نيويوركر/نيوبورت» من كرايسلر. نهاية الطريق لدودج «تشارجر». شركة رينو الفرنسية تشتري حصة 22.5 بالمائة من شركة ايه ام سي (اميركان موتورز).
1980
معاهدة تسليف وقعها الرئيس الاميركي جيمي كارتر تقضي باقراض شركة كرايسلر مبلغ 1.5 مليار دولار اميركي لانقاذها من الإفلاس. كرايسلر تبيع فرع صناعاتها البحرية. أياكوكا يظهر في اعلانات تجارية لترويج سيارات شركته ليصبح أول رئيس شركة صناعة سيارات يفعل ذلك. دودج تطلق الكوبيه «ميرادا» المشابهة لكرايسلر «كوردوبا» لتحل محل طراز «ماغنوم».
1981
كرايسلر تطلق طرازي دودج «آريس» وبليموث «ريلايانت» على منصة «ك» الصغيرة كما اسمتها كرايسلر. الشركة تواصل تخفيف متاعبها بالتخلص من الصناعات غير المتعلقة بالسيارات فتبيع قسم صناعاتها الدفاعية إلى شركة جنرال دايناميكس. الجيل الجديد من امبريال يصنع في كندا جنبا إلى جنب مع كرايسلر «كوردوبا» ودودج «ميرادا» آخر سنة لكرايسلر «نيويوركر/نيوبورت».
1982
كرايسلرتواصل تعديل تشكيلتها وتصغير احجامها مركزة على سيارات المنصة «ك» الناجحة. كرايسلر «لوبارون» ودودج "400" طرازان مقتبسان عن دودج «آريس» وبليموث «ريلايانت» لكنهما أكبر منهما بقليل. بداية التخطيط لبناء المركز التكنولوجي لكرايسلر. رينو تسيطر على ايه ام سي.
1990
سنة سيئة لمبيعات السيارات في السوق الأميركية. قسم كرايسلر يطلق ناقلة عائلية فخمة موازية لـ«كارافان» و«فوياجر» ويعطيها اسم «تاون اند كنتري» الشهير. آخر سنة لـ«اومني» و«هورايزون». مصنع نورمال ينتج جيل ميتسوبيشي «ايكليبس»، ايغل «تالون»، بليموث «ليزر». رواج الناقلات العائلية مستمر.
1991
كرايسلر تبيع اسهمها في ميتسوبيشي. إنتاج أول ناقلة كرايسلر عائلية في النمسا. رئيس مجلس إدارة كرايسلر يفتتح مركز التكنولوجيا الجديد في اوبورن هيلز (ضواحي ديترويت) بولاية ميشيغن الاميركية، كلفة هذا المركز بلغت مليار دولار اميركي. نهاية اتفاقية توزيع سيارات ألفاروميو في الأولايات المتحدة بين فيات وكرايسلر. روبرت «بوب» لوتز يصبح رئيساً لشركة كرايسلر.
1992
مجلس إدارة شركة كرايسلر يعين روبرت إيتون نائبا لرئيس المجلس ورئيس المكتب التنفيذي ويهيأ لخلافة اياكوكا في أذار/ مارس 1993. كرايسلر تفتتح مصنع تجميع في ديترويت كلف 1.6 مليار دولار اميركي لإنتاج المركبة جيب «غراند شيروكي» الرباعية الدفع. إطلاق دودج «فايبر» الرياضية الجبارة ذات المقعدين والمزودة بمحرك من عشر اسطوانات بشكل V سعة ثماني ليترات يولد قوة 400 حصان.
1993
انتصار تصميمي جديد لكرايسلر مع ساسلة طرازات الـ«كاب فوروارد» (المقصورة المتقدمة) الانسيابي الأنيق التي ضمت بداية كرايسلر «كونكورد»، ودودج «اينتريبيد» وايغل «فيجن». ارتفاع مبيعات شركة كرايسلر بنسبة 14 بالمائة عن عام 1992 لتصل ارقام السيارات المبيعة إلى 2.5 مليون سيارة. بمرور عقد من الزمن على طرح أول ناقلة عائلية كرايسلر تحتفل بإنتاج الناقلة رقم 4 ملايين وهي دودج «غراند كارافان». كرايسلر تبيع لامبورغيني وفروعها لشركة ميزا- تك المحدودة.
1994
بدء إنتاج المركبة جيب «غراند شيروكي» في النمسا. كرايسلر تعلن عن أعلى نسبة من الارباح الصافية في تاريخها حيث بلغت 3.7 مليار دولار من اصل 52.2 مليار من عائدات الشركة. طرازا كرايسلر «نيويوركر» و«ال أتش اس» ينضمان إلى جيل الـ«كاب فوروورد» لكن بحجم أكبر. نهاية مشوار دودج «شادو» وبليموث «صن دانس» تمهيدا للاستعاضة عنهما بطراز «نيون» تحت ماركتي دودج وبليموث الذي أصبح عند إطلاقهما عام 1995 اصغر طرازات الشركة.
1995
كرايسلر توسع حضورها في اليابان مع توزيع استثماراتها بمبلغ 100 مليون دولار اميركي. وتراجع كبير في مبيعات بليموث. إطلاق جيل جديد من الناقلات العائلية «تاون اند كنتري» و«كارافان» و«فوياجر» تحت ماركات كرايسلر ودودج وبليموث بالترتيب. كرايسلر تعلن عن بناء مصنع لها في الأرجنتين.
1996
روبرت ايتون رئيس مجلس إدارة كرايسلر يدشن مقرالشركة الجديد في اوبورن هيلز بضواحي ديترويت. كرايسلر تكشف النقاب عن أول سيارة رياضية بمقعدين وتصميم حنيني ماضوي هي بليموث «براولر». كرايسلر تبني متحفها الخاص.
1997
كرايسلر تطرح ثلاثة موديلات جديدة هي المركبة الرياضية الوعرية دودج «دورانغو» وسيارتا السيدان (الصالون) دودج «اينتريبيد» وكرايسلر «كونكورد». كرايسلر تعلن اعتزامها إلغاء ماركة ايغل في نهاية عام 1998. كرايسلر توسع نشاطاتها وتفتح مكتب رئيسي في سنغافورة لمنطقة آسيا وحوض المحيط الهادئ. الشركة تنشط في ابحاث تكنولوجيا الخلايا الوقودية.
1998
كرايسلر تطلق الموديل الجديد لكرايسلر «ال اتش اس» وتطلق طراز «300 ام» العالي الأداء. وتطرح الجيل الجديد من جيب «غراند شيروكي» إنتاج ناقلات كرايسلر العائلية يبلغ 7 ملايين ناقلة بعد 15 سنة من ابتكارها. اعلان اتفاق اندماج بين شركة كرايسلر ومجموعة دايملر بنز صانعة سيارات مرسيدس بنز. الشركة الجديدة العملاقة تصبح «دايملر كرايسلر». وخلال اقل من سنتين يتخذ قرار إلغاء ماركة بليموث.